# Beaurainville
Beaurainville is een gemeente in het Franse departement Pas-de-Calais (regio Hauts-de-France). De gemeente maakt deel uit van het arrondissement Montreuil. Beaurainville telde op 1 januari 2022 2.028 inwoners. 

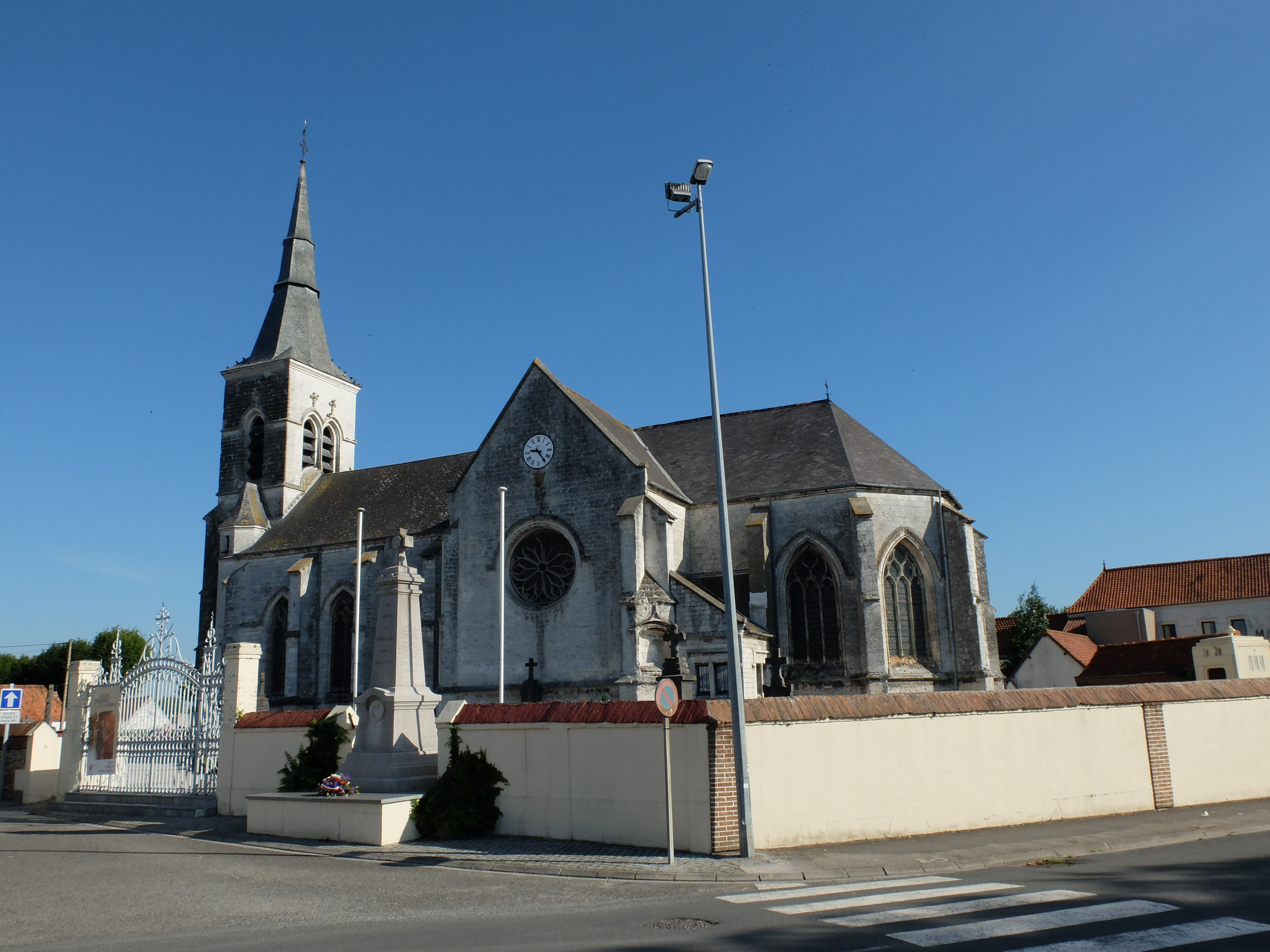
Église Saint-Martin

## Geschiedenis

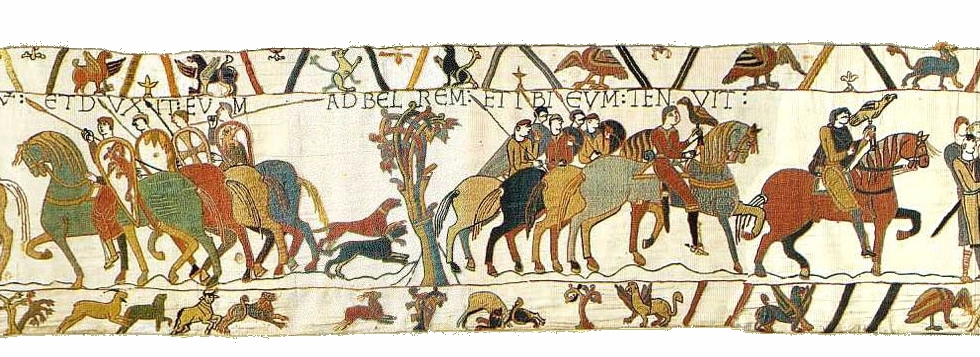
Belrem, vermeld op het Tapijt van Bayeux

Oude vermeldingen van de plaats en het kasteel dateren uit de 8ste eeuw als Belrinium super fluvio Quantia en uit de 11de eeuw als Belrem. Onder die naam werd de plaats vermeld op het Tapijt van Bayeux. Hier zou graaf Gwijde I van Ponthieu de Angelsaksische koning Harold II hebben gevangen gehouden.
De kerk van Beaurainville had de kerk van Beaurain Château als hulpkerk. Vlakbij stond eeuwenlang een kasteel, maar zowel het oude houten kasteel van Belrem, het 13de-eeuwse versterkt kasteel als het 18de-eeuwse Château des Lianne verdwenen.
Op het eind van het ancien régime werden Beaurainville en Beaurain Château ondergebracht in de gemeente Beaurainville.

## Geografie
De oppervlakte van Beaurainville bedroeg op 1 januari 2022 13,09 vierkante kilometer; de bevolkingsdichtheid was toen 154,9 inwoners per km². Door Beaurainville stroomt de Canche. In het oosten van de gemeente ligt het gehucht Beaurain Château.

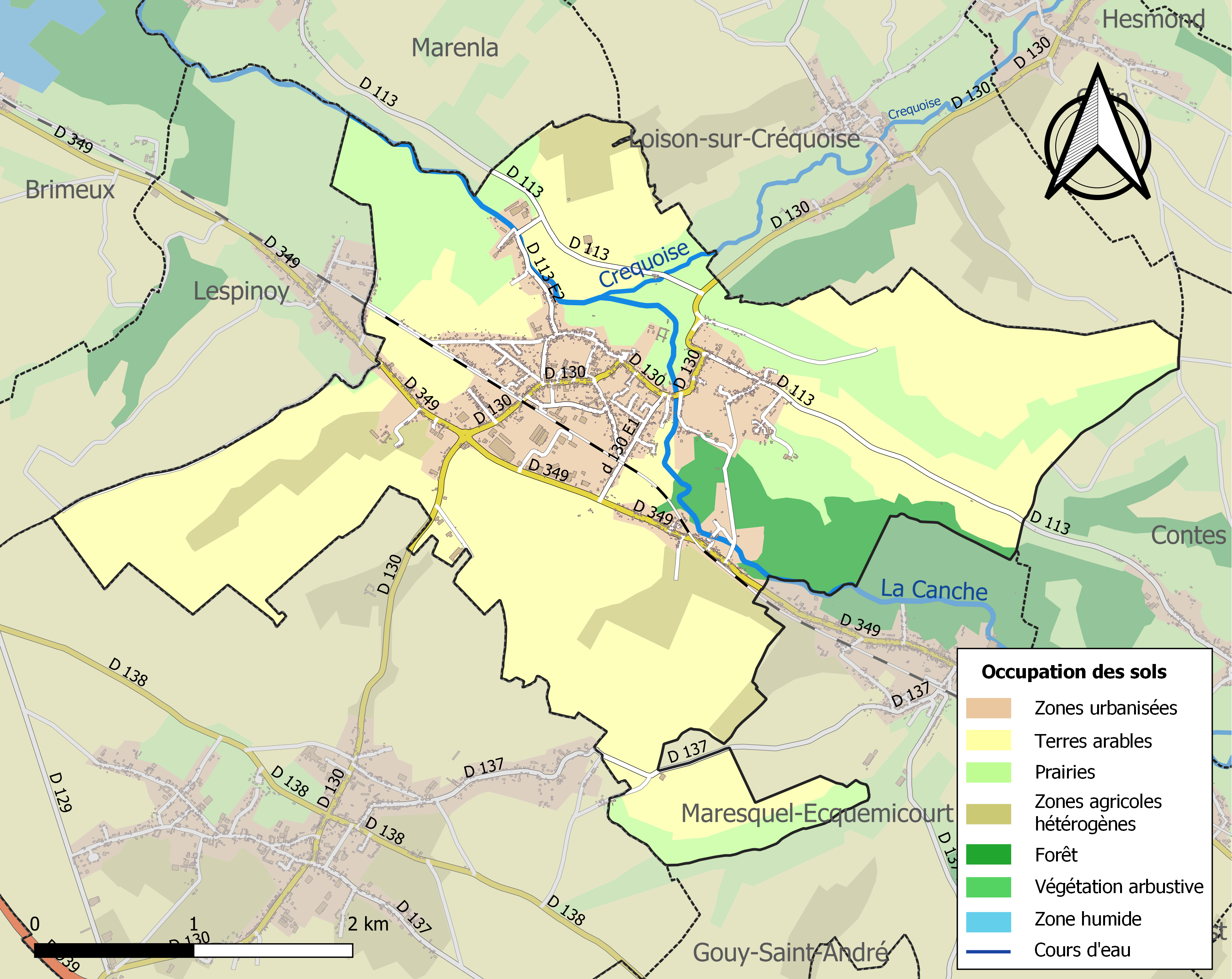
Kaart van de gemeente met belangrijkste infrastructuur, bodemgebruik en omliggende gemeenten

## Bezienswaardigheden
- De Église Saint-Martin van Beaurainville
- De Église Saint-Nicolas van Beaurain Château

## Demografie
Onderstaande figuur toont het verloop van het inwonertal (bron: INSEE-tellingen).

## Verkeer en vervoer
In de gemeente staat het spoorwegstation Beaurainville.